# Salmon River (Bay of Fundy)
Der Salmon River (englisch für „Lachs-Fluss“) ist ein Zufluss der Bay of Fundy in der kanadischen Provinz Nova Scotia.

## Flusslauf
Er entspringt in den Cobequid Mountains – etwa 25 km nördlich von Truro. Er fließt anfangs in östlicher Richtung, später wendet er sich allmählich nach Süden und Südwesten. Er durchfließt im Unterlauf ein gletschergeformtes Tal. Der Fluss passiert die Kleinstadt Truro und mündet schließlich in das nordöstliche Ende der Cobequid Bay, die zum Minas-Becken gehört. Der Salmon River hat eine Länge von etwa 50 km. Größere Nebenflüsse sind Black River von links und North River von rechts.
Der Salmon River bildet ein Laichgebiet des Atlantischen Lachs.
Zweimal am Tag strömt eine Gezeitenwelle von der Bay of Fundy flussaufwärts.